# Ostřice Buekova
Ostřice Buekova (Carex buekii, syn. Carex banatica) je druh jednoděložné rostliny z čeledi šáchorovité (Cyperaceae). Někdy je udávána i pod jménem ostřice banátská.

## Popis
Jedná se o rostlinu dosahující výšky nejčastěji 50-120 cm. Je vytrvalá, řídce trsnatá s tlustými podzemními výběžky. Není tak výrazně trsnatá jako ostřice vyvýšená. Listy jsou střídavé, přisedlé, s listovými pochvami. Lodyha je ostře trojhranná, nahoře drsná. Čepele jsou asi 4-10 mm široké, ploché s úzkým středovým žlábkem, trávově zelené. Bazální pochvy jsou bezčepelné, nachově červenohnědé, síťnatě rozpadavé s nápadnou síťkou. Ostřice Buekova patří mezi různoklasé ostřice, nahoře jsou klásky čistě samčí, dole čistě samičí. Samčích klásků bývá 1-3, samičích 3-5. Dolní listen je stejně dlouhý nebo o málo kratší než květenství. Podobná ostřice vyvýšená má listen kratší než květenství, ostřice štíhlá výrazně delší než celé květenství. Okvětí chybí. V samčích květech jsou zpravidla 3 tyčinky. Čnělky jsou většinou 2. Plodem je mošnička, která je dosti drobná, jen 2-2,5 mm dlouhá, vejčitá až obvejčitá, bezžilná, světle zelená, na vrcholu zúžená do velmi krátkého nerozeklaného zobánku. Každá mošnička je podepřená plevou, která je za zralosti černohnědá. Kvete nejčastěji v dubnu až v květnu. Počet chromozómů: 2n=40.

## Rozšíření
Ostřice Buekova roste ve střední a jižní Evropě, na východ zasahuje až do Asie.

## Rozšíření v Česku
V ČR roste roste roztroušeně až dosti hojně v teplejších oblastech, od nížin po pahorkatiny. Najdeme je hlavně na březích vod, obzvláště tekoucích.

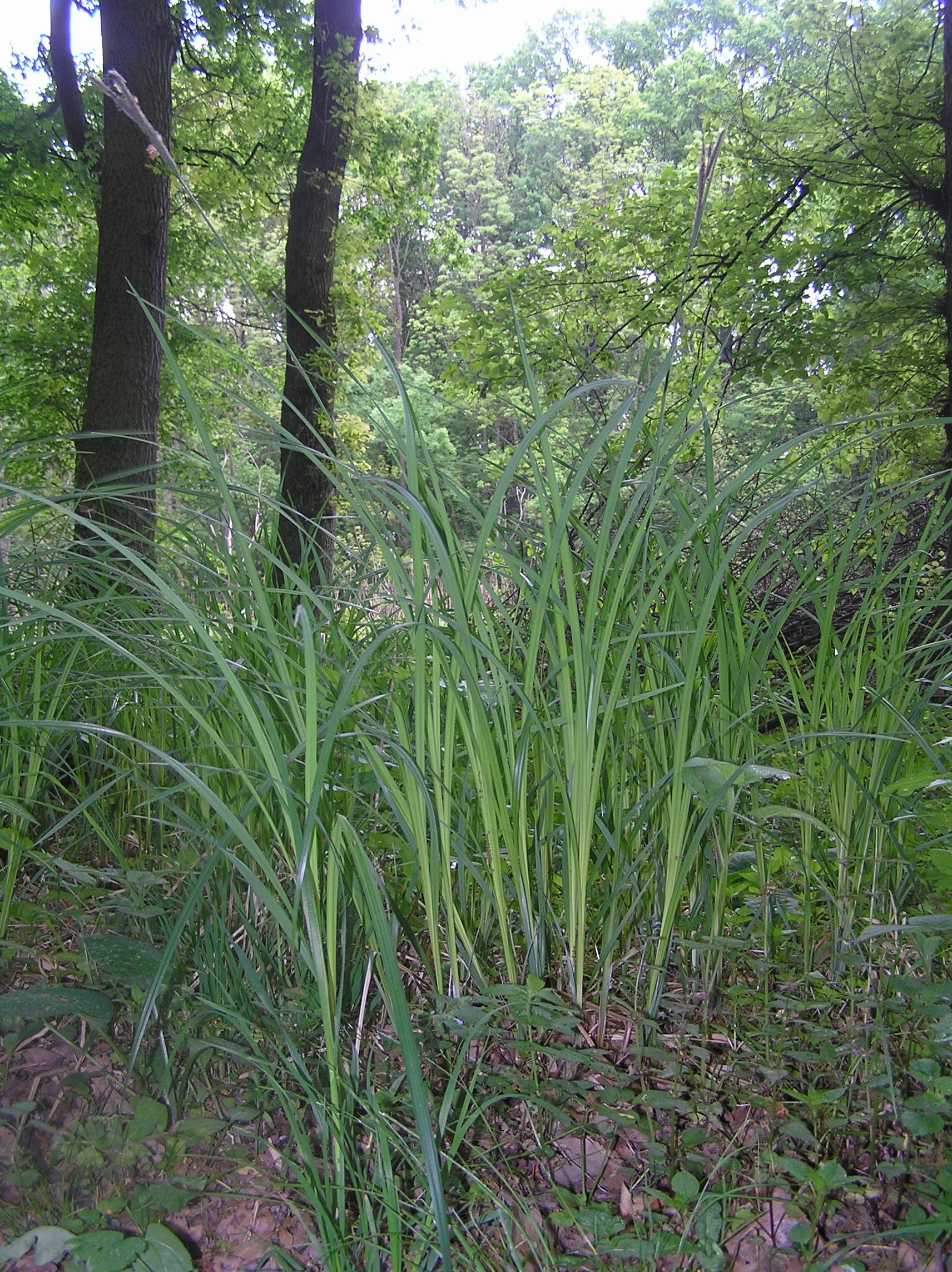
Porost v lese
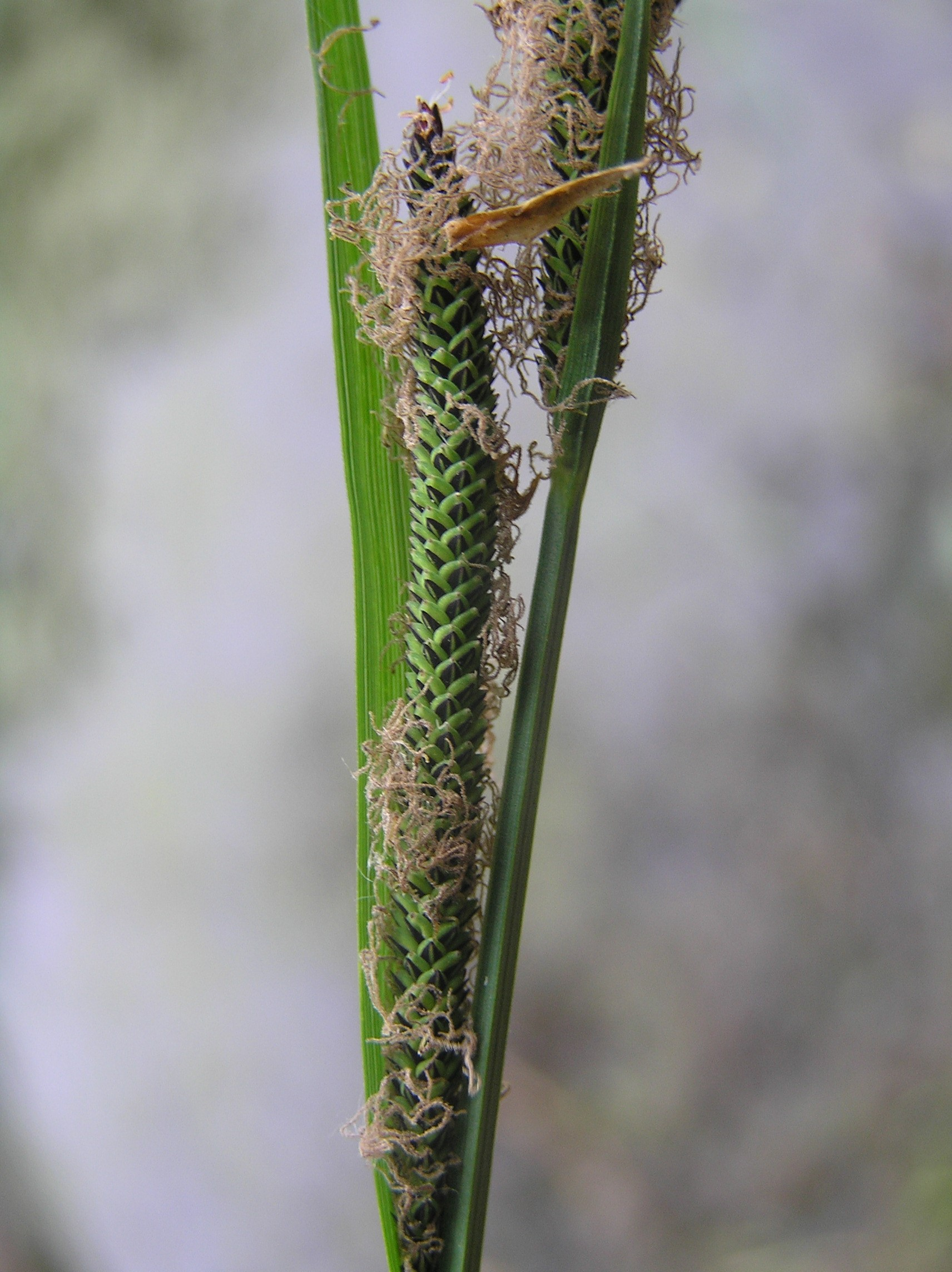
Detail klásku
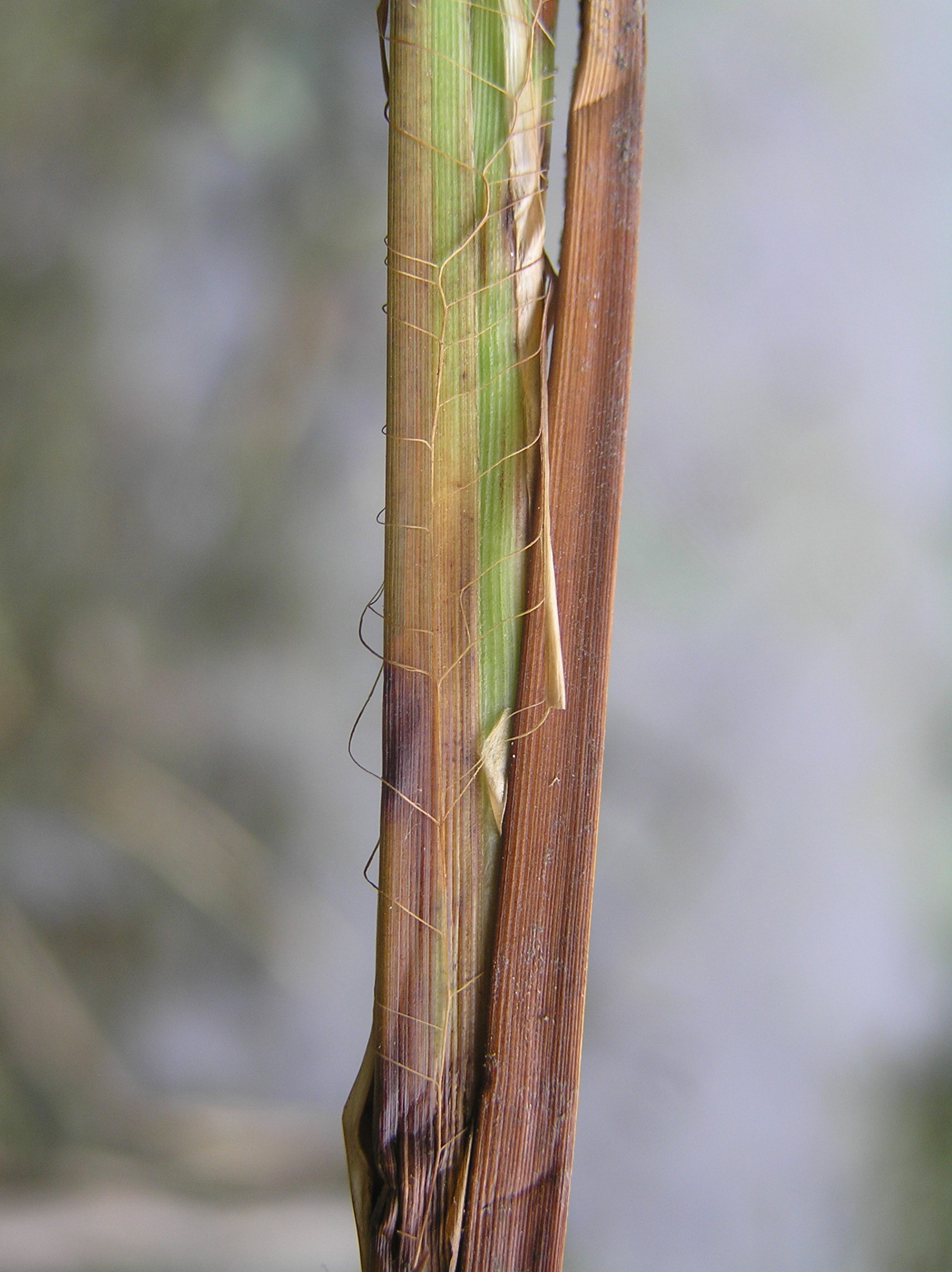
Báze lodyhy